# Motivation EP
A Motivation EP a Sum 41 együttes, 2002. március 12-én jelent meg.

## Számlista
1. "Motivation"
2. "All She's Got" (Live)
3. "Crazy Amanda Bunkface"
4. "What We're All About"